# Küti
Küti är en ort i Estland. Den ligger i Vinni kommun och landskapet Lääne-Virumaa, i den centrala delen av landet, 110 km öster om huvudstaden Tallinn. Küti ligger 96 meter över havet och antalet invånare är 107.
Terrängen runt Küti är platt. Runt Küti är det glesbefolkat, med 9 invånare per kvadratkilometer. Närmaste större samhälle är Rakvere, 18,2 km nordväst om Küti. Omgivningarna runt Küti är en mosaik av jordbruksmark och naturlig växtlighet.